# 上德梅拉拉-伯比斯區
上德梅拉拉-伯比斯區（第十區）是圭亞那的10個行政區之一，位於該國中部，首府設於林登，北鄰埃塞奎博群島-西德梅拉拉區、德梅拉拉-馬海卡區和馬海卡-伯比斯區，東毗東伯比斯-科蘭太因區，南臨波塔羅-錫帕魯尼區，西接庫尤尼-馬扎魯尼區，面積19,387平方公里，2002年人口41,112。
5°16′09″N 58°16′01″W / 5.269126°N 58.267074°W
1. ↑  Macmillan Publishers. . . Oxford: Macmillan Caribbean. 2009: 37. ISBN 9780333934173.